# Смерть (Marvel Comics)
Смерть (англ. Death) — персонаж, появляющийся в комиксах издательства Marvel Comics. Персонаж впервые появился в Капитан Марвел # 26 (июнь 1973) и был создан Майком Фридрихом и Джимом Старлином.

## История публикации
Персонаж появился в серии комиксов под названием War Is Hell, герой которого, солдат Джон Ковальский, вынужден пережить ряд смертей и оживлений, как наказание за то, что ничего не сделал для предотвращения немецкого вторжения в Польшу. В итоге Ковальски становится аспектом смерти. В заголовке Ghost Rider ставится как Death Rider, чтобы проверить Джонни Блейза и становится связанным с Титаном Таносом и наёмником Дэдпулом.

## Силы и способности
Смерть является абстрактным объектом, обладающим практически бесконечными силами, знаниями и долголетием. Персонаж иногда появляется как гуманоид женского пола так, чтобы иметь возможность быть воспринятым низшими существами, и пребывает в измерении, известном как «царство смерти».

## Другие версии
В серии комиксов Earth X, Смерть пытается обмануть Таноса, уверяя что его матерью была Скрулл. Когда обман раскрывается, Танос использует Ultimate Nullifier, чтобы уничтожить Смерть.

## Вне комиксов

### Телевидение
- Персонаж был показан в мультсериале «Серебряный Сёрфер» (1998), где его озвучивала Лалли Кейдо[англ.]. Благодаря Fox она была изображена как женщина олицетворение хаоса, известной как Леди Хаос[6].
- В сериале «Это всё Агата» (2024) роль ведьмы Рио Видаль, которая позднее была раскрыта как воплощение Смерти(причем гуманоидный облик), исполнила Обри Плаза[7], так как статуя в её честь была показана в фильме «Тор: Любовь и гром».

### Видеоигры
- Смерть фигурирует в видеоигре Deadpool[8], где её озвучивала Эйприл Стюарт. В игре Смерть имеет спортивный внешний вид и показана, как один из многих романтических интересов Дэдпула (DeadPool) с ссылкой на комикс 1998 года.
- Также появляется в игре Marvel: Avengers Alliance 2.
- Смерть косвенно фигурирует в сюжетной кампании игры Marvel vs. Capcom: Infinite. В сцене после титров он обсуждает с Джедой о будущих планах, но вмешался Танос и узнал, что возлюбленная предала его, так как он был для неё лишь пешкой, и жертвой для слияния двух миров, и он готовится убить её.
- Смерть в качестве камео появляется в игре Marvel Puzzle Quest.